# Arenostola maculata
Arenostola maculata là một loài bướm đêm trong họ Noctuidae.